# لا پلایا د بلن
لا پلایا د بلن (انگلیسی: La Playa de Belén)یکی از شهرهای کشور کلمبیا است.